# Picrolemma
Picrolemma es un género con cuatro especies de plantas  perteneciente a la familia Simaroubaceae.

## Especies
- Picrolemma huberi
- Picrolemma pseudocoffea
- Picrolemma sprucei
- Picrolemma valdivia